# STS-62
STS-62, voluit Space Transportation System-62, was een spaceshuttlemissie van de Columbia. Tijdens de missie werd er voor de tweede keer onderzoek gedaan met de United States Microgravity Payload (USMP-2). Tijdens STS-52 in 1992 werd er soortgelijk onderzoek uitgevoerd.

## Bemanning
| Positie            | Lancering                     | Landing                       |                               |
| ------------------ | ----------------------------- | ----------------------------- | ----------------------------- |
| Bevelhebber        | John Casper 3e ruimtevlucht   | John Casper 3e ruimtevlucht   |                               |
| Piloot             | Andrew Allen 2e ruimtevlucht  | Andrew Allen 2e ruimtevlucht  |                               |
| Missiespecialist 1 | Pierre Thuot 3e ruimtevlucht  | Pierre Thuot 3e ruimtevlucht  |                               |
| Missiespecialist 2 | Charles Gemar 3e ruimtevlucht | Charles Gemar 3e ruimtevlucht | Charles Gemar 3e ruimtevlucht |
| Missiespecialist 3 | Marsha Ivins 3e ruimtevlucht  | Marsha Ivins 3e ruimtevlucht  | Marsha Ivins 3e ruimtevlucht  |

## Media

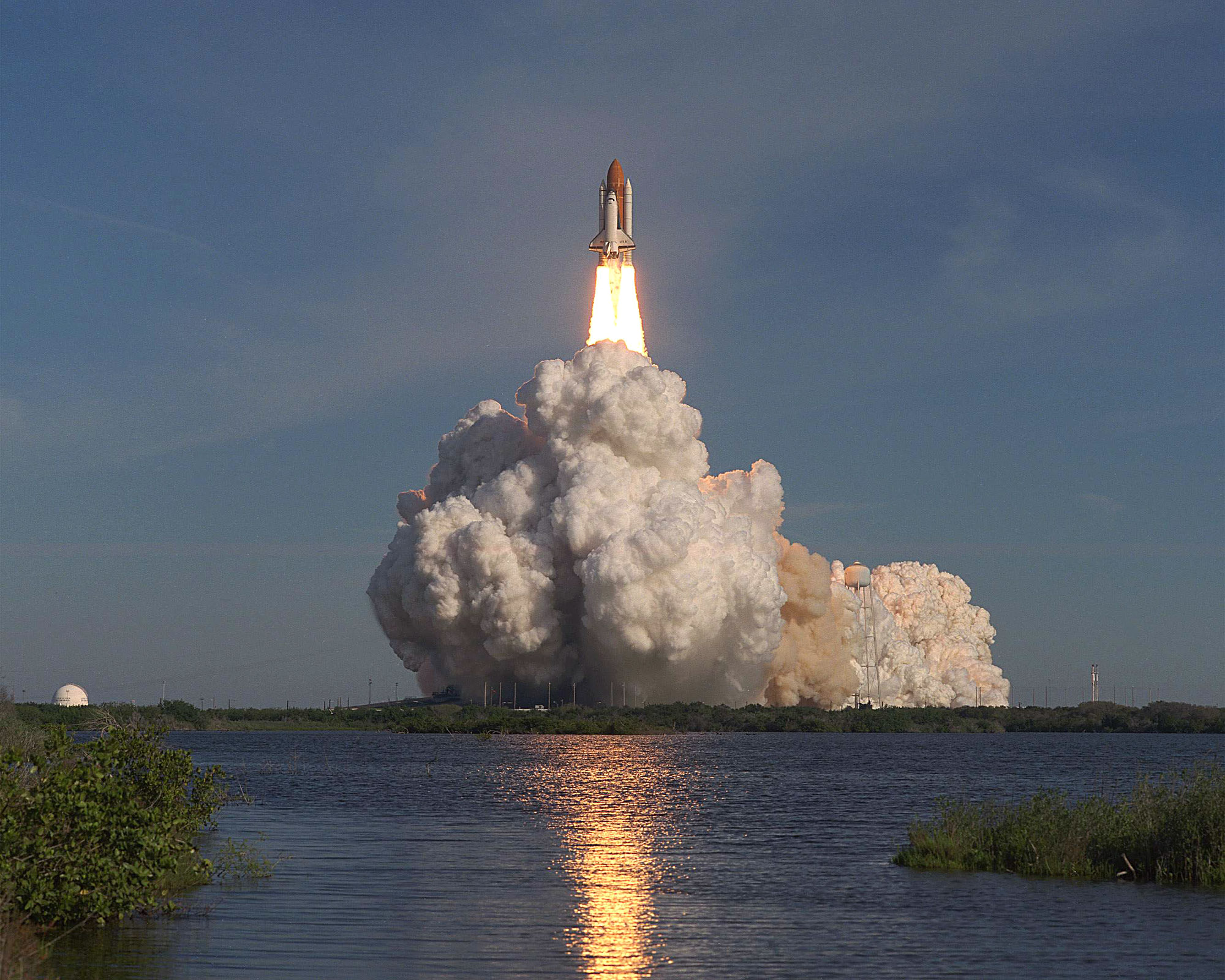
Lancering
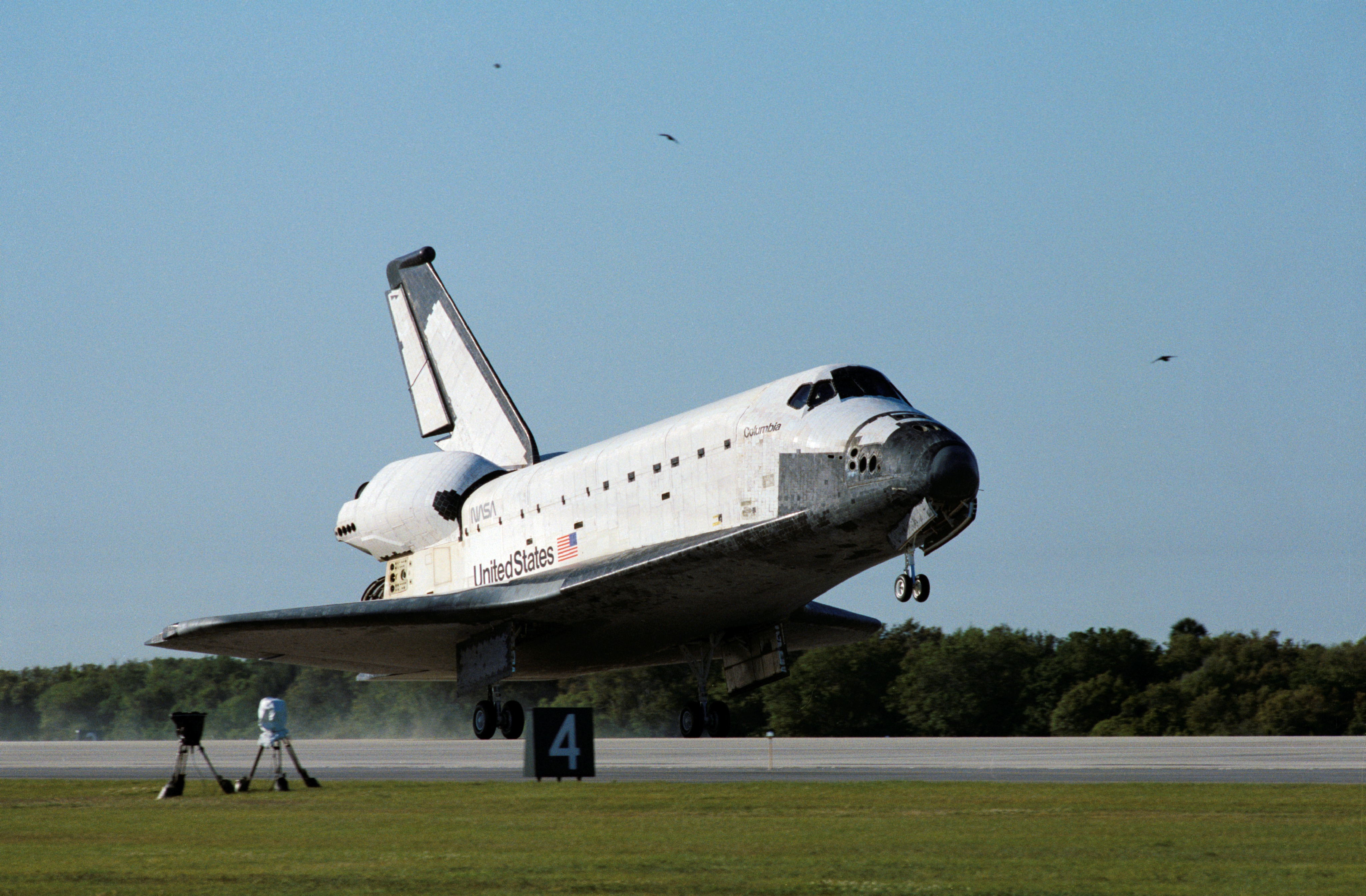
Landing
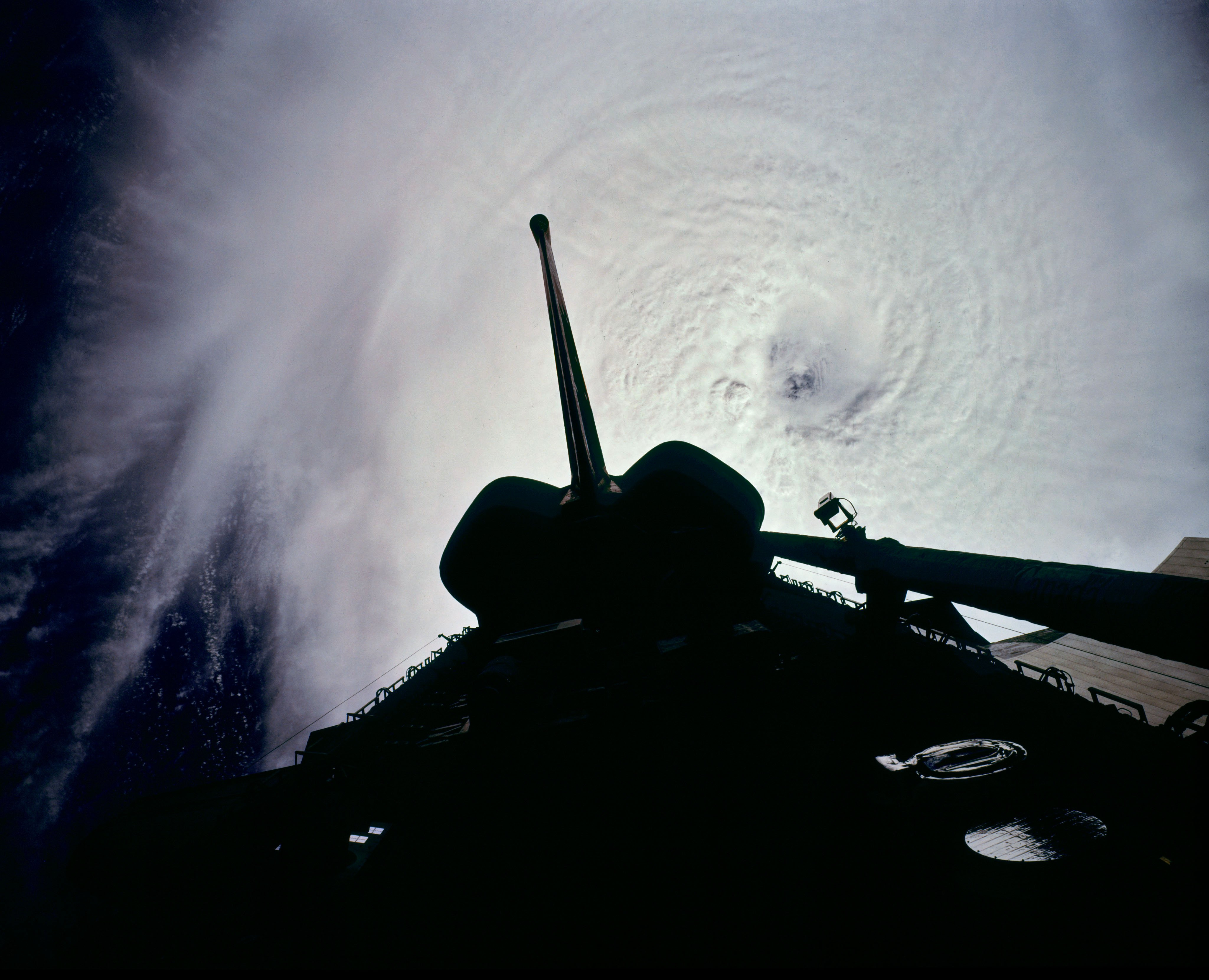
Columbia boven tropische cycloon Owen